# Reggiane Re.2005
Reggiane Re.2005 Sagittario (tiếng Anh: Cung thủ, Sagittarius) là một loại máy bay tiêm kích/tiêm kích-bom của Italy, nó được chế tạo cho Regia Aeronautica trong Chiến tranh thế giới II. Nó được nhiều người coi là "chiếc máy bay đẹp nhất trong Chiến tranh thế giới II". Cùng với Macchi C.202/C.205 và Fiat G.55, Reggiane Re.2005 là một trong ba loại máy bay tiêm kích Serie 5 của Italy. Với khả năng thăng bằng của khung thân cùng thiết kế khí động học, tất cả được thiết kế để tối ưu hóa khả năng của động cơ Daimler-Benz DB 605 nổi tiếng. Hạn chế duy nhất là một số bộ phận yếu ở phần phía sau của khung thân. Chỉ so 48 chiếc được chuyển giao trước khi hiệp ước đình chiến được ký kết, các máy bay tiêm kích này đã tham gia bảo vệ Naples, Rome và Sicilia, nhưng chiếc sống sót cuối cùng đã chiến đấu trên đống tàn tích đổ nát của Berlin, với phù hiệu của không quân Đức. Phi công át và là nhà phân tích quân sự, đại úy Duncan Smith, cho biết: "Re.2005 hoàn toàn là một chiếc máy bay mạnh mẽ, tuyệt vời."

## Quốc gia sử dụng
Đức
- Luftwaffe

 Ý
- Regia Aeronautica

 Italian Social Republic
- Aeronautica Nazionale Repubblicana

## Tính năng kỹ chiến thuật (Re.2005)

### Đặc điểm riêng
- Tổ lái: 1
- Chiều dài: 8,73 m (28 ft 7,7 in)
- Sải cánh: 11 m (36 ft 1,1 in)
- Chiều cao: 3,15 m (10 ft 4,0 in)
- Diện tích cánh: 20,4 m2 (219,6 sq ft)
- Trọng lượng rỗng: 2.600 kg (5.730 lb)
- Trọng lượng có tải: 3.610 kg (7.960 lb)
- Động cơ: 1 × Fiat R.A. 1050 RC 58 Tifone, (chế tạo theo giấy phép của động cơ DB 605A-1), 1.475 PS (1.085 kW; 1.455 hp)[6]

### Hiệu suất bay
- Vận tốc cực đại: 628 km/h (390 mph) trên độ cao 2.000 m (6.600 ft); 678 km/h (421 mph) trên độ cao 7.000 m (23.000 ft)[6]
- Vận tốc thiết kế: 980 km/h (609 mph)
- Vận tốc hành trình: 515 km/h (320 mph)
- Tầm bay: 980 km (610 mi)
- Trần bay: 11.500 m (37.700 ft)
- Vận tốc lên cao: 20 m/s (3.900 ft/phút)
- Lực nâng của cánh: 177 kg/m² (36,25 lb/sq ft)

### Vũ khí
- 2 khẩu súng máy Breda-SAFAT 12,7 mm
- 1 khẩu pháo MG 151 20 mm
- 2 khẩu pháo MG 151 20 mm
- Dưới thân mang được 1,000 kg (2,200 lb) bom hoặc 1 thùng nhiên liệu phụ 300 l (79,3 US gal)
- Dưới cánh: 160 kg (350 lb) bom hoặc 2 thùng nhiên liệu phụ 150 l (39,6 US gal)